# ダブルヘッド・ジョーズ
『ダブルヘッド・ジョーズ』（原題: 2-HEADED SHARK ATTACK）は、2012年のアメリカ合衆国の映画。総制作費は100万ドル。カーメン・エレクトラや、チャーリー・オコンネル、歌手でもありハルク・ホーガンの娘でもあるブルック・ホーガンが出演。

## ストーリー
学校の課外授業で大型クルーザーで太平洋を航海中の若い男女10数人と教授たち。バカンスムードに浮かれた一行を乗せた船は偶然あったサメの死骸にぶつかり破損してしまい、浸水の結果、クルーザーは航行不能になる。修理のあいだ安全のため偶然近くにあった珊瑚で形成されたサンゴ島に上陸することになる。しかし浜辺で遊んでいた数人が頭の二つある大型のサメの餌食となり、サメは次々に男女を食い荒らしていく。

## キャスト
| 役名                     | 俳優                     | 日本語吹替 |
| ------------------------ | ------------------------ | ---------- |
| アン・バビッシュ         | カーメン・エレクトラ     | 古川玲     |
| フランクリン・バビッシュ | チャーリー・オコンネル   | 乃村健次   |
| ケイト                   | ブルック・ホーガン       | 衣鳩志野   |
| ポール                   | デビッド・ガイエゴス     | 品村渉     |
| コール                   | ジェフ・ワード           | 笹岡雄介   |
| キルスティン             | コリンヌ・ノビリ         | 森史絵     |
| アリソン                 | アンバー・イングリッシュ | 御沓優子   |
| ライザ                   | メルセデス・ヤング       | 花藤蓮     |

- その他の吹替版キャスト: 丸山雪野／黒澤剛史／伊原浩史／福谷真衣／米丸歩／坂下淳／三浦圭介／荻沢俊彦／早川舞／梨花まゆり

## 余談
- 2013年9月25日放送されたマツコ&有吉の怒り新党にて進化したサメ映画として紹介された。